# 波士頓紅人 (1890年–1891年)
波士頓紅人（英語：Boston Reds）是一支19世紀的美國職棒球隊。球隊成立於1890年，當時效力於球員聯盟。隔年轉戰到美國協會，並在球季結束後解散。球隊命名由來是從波士頓紅長襪(今亞特蘭大勇士)演變而來，雖然成軍僅短短兩年，但這兩年都拿下聯盟冠軍。
1891年球季結束後，國家聯盟決定和美國協會合併。因此波士頓紅人解散，所有球員也轉戰到其他球隊。不過紅人隊的主場並沒有就此廢棄，這座球場在1894年一度成為波士頓食豆人的主場。鮑比·勞爾更是在這座球場成為大聯盟首位單場敲出4支全壘打的人。

## 著名球員
- 查爾斯·拉德布恩
- 休·達菲
- 克拉克·葛利菲斯
- 金恩·凱利（英语：King Kelly）
- 丹·布魯瑟茲
- 哈利·史托維
- 亞德·岡伯特（英语：Ad Gumbert）
- 哈迪·理查森（英语：Hardy Richardson）
- 查理·巴芬頓（英语：Charlie Buffinton）
- 喬·昆恩（英语：Joe Quinn (second baseman)）

### 美國國家棒球名人堂球員
| 波士頓紅人名人堂球員 | 波士頓紅人名人堂球員 | 波士頓紅人名人堂球員 | 波士頓紅人名人堂球員 |
| 球員名字             | 守備位置             | 效力期間             | 入選年度             |
| -------------------- | -------------------- | -------------------- | -------------------- |
| 查爾斯·拉德布恩      | P                    | 1890年               | 1939年               |
| 休·達菲              | OF                   | 1891年               | 1945年               |
| 克拉克·葛利菲斯      | P                    | 1891年               | 1946年               |
| 金恩·凱利            | OF/C 總教練          | 1890年               | 1945年               |
| 丹·布魯瑟茲          | 1B                   | 1890年–1891年        | 1945年               |

## 外部連結
- Baseball reference team page （页面存档备份，存于）